# Rugles
Rugles est une commune française située dans le département de l'Eure, en région Normandie.
Ses habitants se nomment les Ruglois.

## Géographie

### Localisation
Rugles appartient au pays d'Ouche, dans le sud de l'Eure.
Elle est située dans la vallée de la Risle, un affluent de la Seine.
| Saint-Antonin-de-Sommaire     | Ambenay                       | Ambenay                     |
| Saint-Antonin-de-Sommaire     | Rugles                        | Bois-Arnault Chéronvilliers |
| Saint-Martin-d'Écublei (Orne) | Saint-Martin-d'Écublei (Orne) |                             |

### Hydrographie
La commune est située dans le bassin Seine-Normandie. Elle est drainée par la Risle, le Cauche, le Sommaire, la Risle et le Robillard,,.
La Risle, d'une longueur de 145 km, prend sa source dans la commune de Planches et se jette  dans la Seine à Berville-sur-Mer, après avoir traversé 52 communes. Le Robillard, ruisseau qui prend sa source sur le territoire de la commune, se jette dans la Risle.
Le Cauche, d'une longueur de 11 km, prend sa source dans la commune de Saint-Symphorien-des-Bruyères et se jette  dans la Risle sur la commune, après avoir traversé cinq communes.
Le Sommaire longe la frontière de la commune au nord-ouest. D'une longueur de 19 km, il prend sa source dans la commune de Saint-Symphorien-des-Bruyères et se jette  dans la Risle à Neaufles-Auvergny, après avoir traversé sept communes.
Un plan d'eau complète le réseau hydrographique : l'étang de Montigny (3,05 ha),.

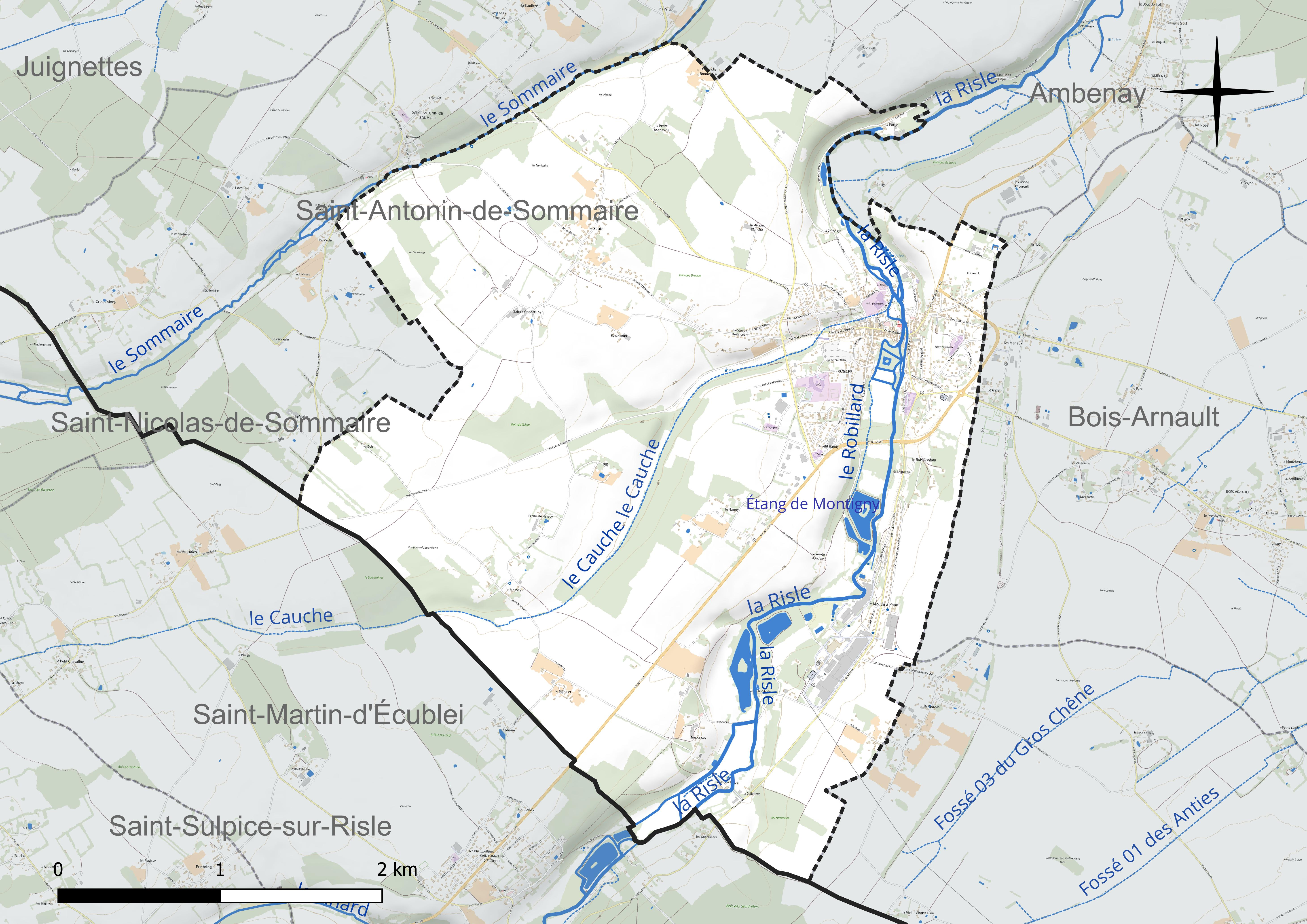
Réseau hydrographique de Rugles.

### Climat
Pour des articles plus généraux, voir Climat de la Normandie et Climat de l'Eure.
En 2010, le climat de la commune est de type climat océanique dégradé des plaines du Centre et du Nord, selon une étude du CNRS s'appuyant sur une série de données couvrant la période 1971-2000. En 2020, Météo-France publie une typologie des climats de la France métropolitaine dans laquelle la commune est dans une zone de transition entre le climat océanique et le climat océanique altéré et est dans la région climatique  Normandie (Cotentin, Orne), caractérisée par une pluviométrie relativement élevée (850 mm/a) et un été frais (15,5 °C) et venté. Parallèlement le GIEC normand, un groupe régional d’experts sur le climat, différencie quant à lui, dans une étude de 2020, trois grands types de climats pour la région Normandie, nuancés à une échelle plus fine par les facteurs géographiques locaux. La commune est, selon ce zonage, exposée à un « climat des plateaux abrités », correspondant aux plaines agricoles de l’Eure, avec une pluviométrie beaucoup plus faible que dans la plaine de Caen en raison du double effet d’abri provoqué par les collines du Bocage normand et par celles qui s’étendent sur un axe du Pays d'Auge au Perche.
Pour la période 1971-2000, la température annuelle moyenne est de 10 °C, avec  une amplitude thermique annuelle de 13,8 °C. Le cumul annuel moyen de précipitations est de 751 mm, avec 12,1 jours de précipitations en janvier et 8,4 jours en juillet. Pour la période 1991-2020, la température moyenne annuelle observée sur la station météorologique la plus proche, située sur la commune des Bottereaux à 6 km à vol d'oiseau, est de 10,8 °C et le cumul annuel moyen de précipitations est de 736,5 mm,. Pour l'avenir, les paramètres climatiques de la commune estimés pour 2050 selon différents scénarios d’émission de gaz à effet de serre sont consultables sur un site dédié publié par Météo-France en novembre 2022.

## Urbanisme

### Typologie
Au 1er janvier 2024, Rugles est catégorisée bourg rural, selon la nouvelle grille communale de densité à 7 niveaux définie par l'Insee en 2022.
Elle appartient à l'unité urbaine de Rugles, une agglomération intra-départementale dont elle est ville-centre,. Par ailleurs la commune fait partie de l'aire d'attraction de L'Aigle, dont elle est une commune de la couronne,. Cette aire, qui regroupe 32 communes, est catégorisée dans les aires de moins de 50 000 habitants,.

### Occupation des sols
L'occupation des sols de la commune, telle qu'elle ressort de la base de données européenne d’occupation biophysique des sols Corine Land Cover (CLC), est marquée par l'importance des territoires agricoles (75,6 % en 2018), en diminution par rapport à 1990 (78,2 %). La répartition détaillée en 2018 est la suivante :
terres arables (49,4 %), zones agricoles hétérogènes (13,7 %), forêts (13,7 %), prairies (12,4 %), zones urbanisées (8 %), zones industrielles ou commerciales et réseaux de communication (2,7 %). L'évolution de l’occupation des sols de la commune et de ses infrastructures peut être observée sur les différentes représentations cartographiques du territoire : la carte de Cassini (XVIIIe siècle), la carte d'état-major (1820-1866) et les cartes ou photos aériennes de l'IGN pour la période actuelle (1950 à aujourd'hui).

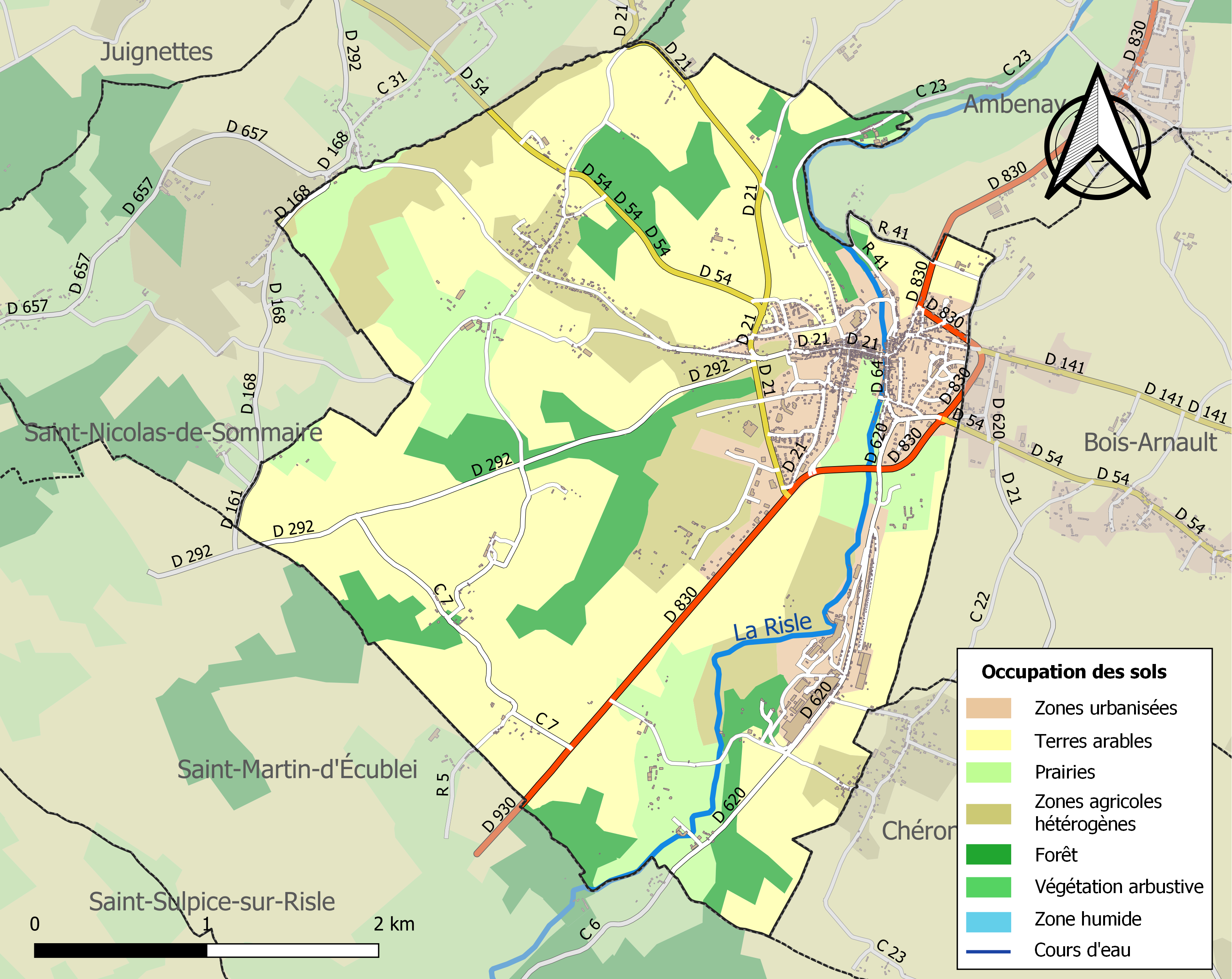
Carte des infrastructures et de l'occupation des sols de la commune en 2018 (CLC).

## Toponymie
Le nom de la localité est attesté sous les formes Ruga, Rugia au XIe siècle (cartulaire de Saint-Père de Chartres) et Ruglæ en 1249 (charte du comte de Leicester).

Ces formes montrent, si elles sont justes, que le « L » est apparu tardivement. Altération possible du bas-latin ruga > rue. Sans rapport avec le latin regules (régles), comme l'indiquent les formes anciennes.

## Histoire

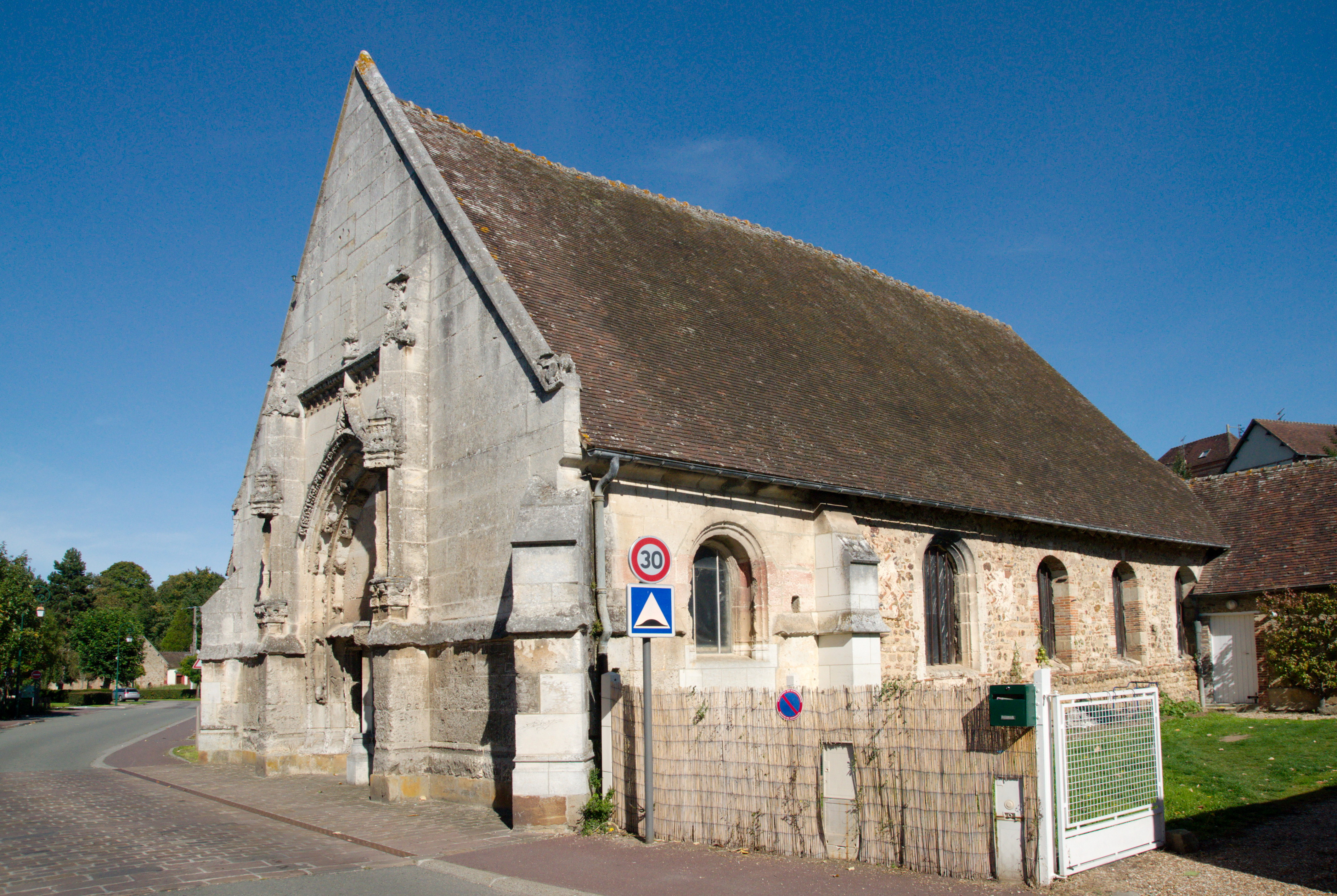
Ancienne église Notre-Dame.

La ville abrite deux églises : l'église Saint-Germain, du XIVe siècle, et surtout l'église Notre-Dame-Outre-L'Eau, considérée comme une des plus anciennes églises de France.
Rugles fut occupée par les Anglais de 1417 à 1450. En 1590, elle fut un refuge pour les Ligueurs et fut dévastée et pillée.
La pierre métallique de son sous-sol permit à Rugles d'être un centre très important de l'industrie des épingles puis des aiguilles. De nombreuses entreprises (aujourd'hui fermées) le long de la Risle ont contribué à la production massive de ces deux articles.
En 1827, un certain Fouquet, fabricant d'aiguilles en cuivre, est cité par Adolphe Blanqui dans Histoire de l'Exposition des produits de l'industrie française en 1827 ce qui atteste la présence de cette activité à Rugles à l'époque.
En 1857, à Rugles 2 500 ouvriers travaillaient à la fabrication des épingles et 3 600 à la fabrication des clous, en particulier la pointe de Paris, clou très solide, servant à la fabrication des charpentes de bateaux. Rugles fut à cette époque la capitale de la Pointe de Paris,.
En 1907, la Fonderie laminoirs et câbleries de Rugles fusionne avec les Tréfileries et laminoirs du Havre.

## Économie et industrie
Aujourd'hui, Rugles perpétue la tradition de l'industrie des métaux en abritant deux entreprises de transformation du métal par laminage:
- une usine du groupe Framatome, spécialisée dans la construction de plaques en zirconium permettant l'assemblage de combustible nucléaire pour les réacteurs à eau pressurisée (REP), à eau bouillante (REB) et les réacteurs expérimentaux[31] ;
- une usine Eurofoil (métallurgie de l'aluminium) (usine ex-Pechiney-Rhenalu, puis Novalis, puis Hindalco Industries ; le groupe Eurofoil appartient à American Industrial Acquisition Corporation AIAC[32]) (300 p. en 2014)[33].

## Héraldique
| Armes de Rugles | Ces armes peuvent se blasonner ainsi aujourd’hui : d'argent aux trois quintefeuilles de gueules. |

## Politique et administration

### Liste des maires
| Période | Période     | Identité          | Étiquette | Qualité |
| ------- | ----------- | ----------------- | --------- | ------- |
|         |             |                   |           |         |
| 1789    |             | Denis Le Maréchal |           | Député  |
|         |             |                   |           |         |
| 1896    | 1921        | Alfred Bouillon   |           |         |
| 1921    | 1926        | Louis Echalard    |           |         |
| 1926    | 1928        | Aldophe Despres   |           |         |
| 1928    | 1929        | Alfred Bouillon   |           |         |
| 1929    | 1937        | Louis Echalard    |           |         |
| 1937    | 1940        | Pierre Marquis    |           |         |
| 1940    | 1942        | Jean Brunel       |           |         |
| 1942    | 1944        |                   |           |         |
| 1944    | 1945        | André Bruno       |           |         |
| 1945    | 1959        | Alfred Saussay    |           |         |
| 1959    | 1971        | Albert Huille     |           |         |
| 1971    | 1977        | Bernard Vion      |           |         |
| 1977    | 1995        | André Couturier   |           |         |
| 1995    | 2001        | Jacques Lacombe   |           |         |
| 2001    | en fonction | Denis Guitton     | UDF – NC  |         |

## Démographie
L'évolution du nombre d'habitants est connue à travers les recensements de la population effectués dans la commune depuis 1793. Pour les communes de moins de 10 000 habitants, une enquête de recensement portant sur toute la population est réalisée tous les cinq ans, les populations de référence des années intermédiaires étant quant à elles estimées par interpolation ou extrapolation. Pour la commune, le premier recensement exhaustif entrant dans le cadre du nouveau dispositif a été réalisé en 2007.

En 2022, la commune comptait 2 199 habitants, en évolution de −3,51 % par rapport à 2016 (Eure : −0,25 %, France hors Mayotte : +2,11 %).
| 1793  | 1800  | 1806  | 1821  | 1831  | 1836  | 1841  | 1846  | 1851  |
| ----- | ----- | ----- | ----- | ----- | ----- | ----- | ----- | ----- |
| 1 150 | 1 546 | 1 575 | 1 800 | 1 990 | 2 132 | 2 050 | 2 036 | 1 972 |

| 1856  | 1861  | 1866  | 1872  | 1876  | 1881  | 1886  | 1891  | 1896  |
| ----- | ----- | ----- | ----- | ----- | ----- | ----- | ----- | ----- |
| 1 898 | 1 853 | 1 867 | 1 648 | 1 724 | 1 689 | 1 794 | 1 736 | 1 732 |

| 1901  | 1906  | 1911  | 1921  | 1926  | 1931  | 1936  | 1946  | 1954  |
| ----- | ----- | ----- | ----- | ----- | ----- | ----- | ----- | ----- |
| 1 814 | 1 816 | 1 925 | 1 953 | 2 286 | 1 987 | 1 846 | 2 293 | 2 400 |

| 1962  | 1968  | 1975  | 1982  | 1990  | 1999  | 2006  | 2007  | 2012  |
| ----- | ----- | ----- | ----- | ----- | ----- | ----- | ----- | ----- |
| 2 609 | 2 688 | 2 644 | 2 539 | 2 416 | 2 549 | 2 427 | 2 410 | 2 350 |

| 2017  | 2022  | - | - | - | - | - | - | - |
| ----- | ----- | - | - | - | - | - | - | - |
| 2 246 | 2 199 | - | - | - | - | - | - | - |

## Lieux et monuments
- Église Saint-Germain, église paroissiale, XVIe milieu du XIXe siècle. Protection au titre des monuments historiques : le clocher,  Classé MH (1846)[38] ; le complément,  Inscrit MH (2006), y compris la sacristie[38] (arrêté du 11 mai 2006).
- Ancienne église Notre-Dame-outre-l'Eau, avec ses parements polychromes de pierres et de briques[39], utilisée en salle des fêtes,  Classé MH (1921) (arrêté du 16 mars 1921[40]).
- Chapelle Saint-Denis-d'Herponcey, XIIe – XIIIe siècles,  Inscrit MH (1990) (arrêté du 1er octobre 1990)[41].
- Le Petit Château.
- Le rond-point des clous. Seize clous qui représentent les seize communes du canton et un rappel du passé de fabrique de clous et épingles dans la ville[42].

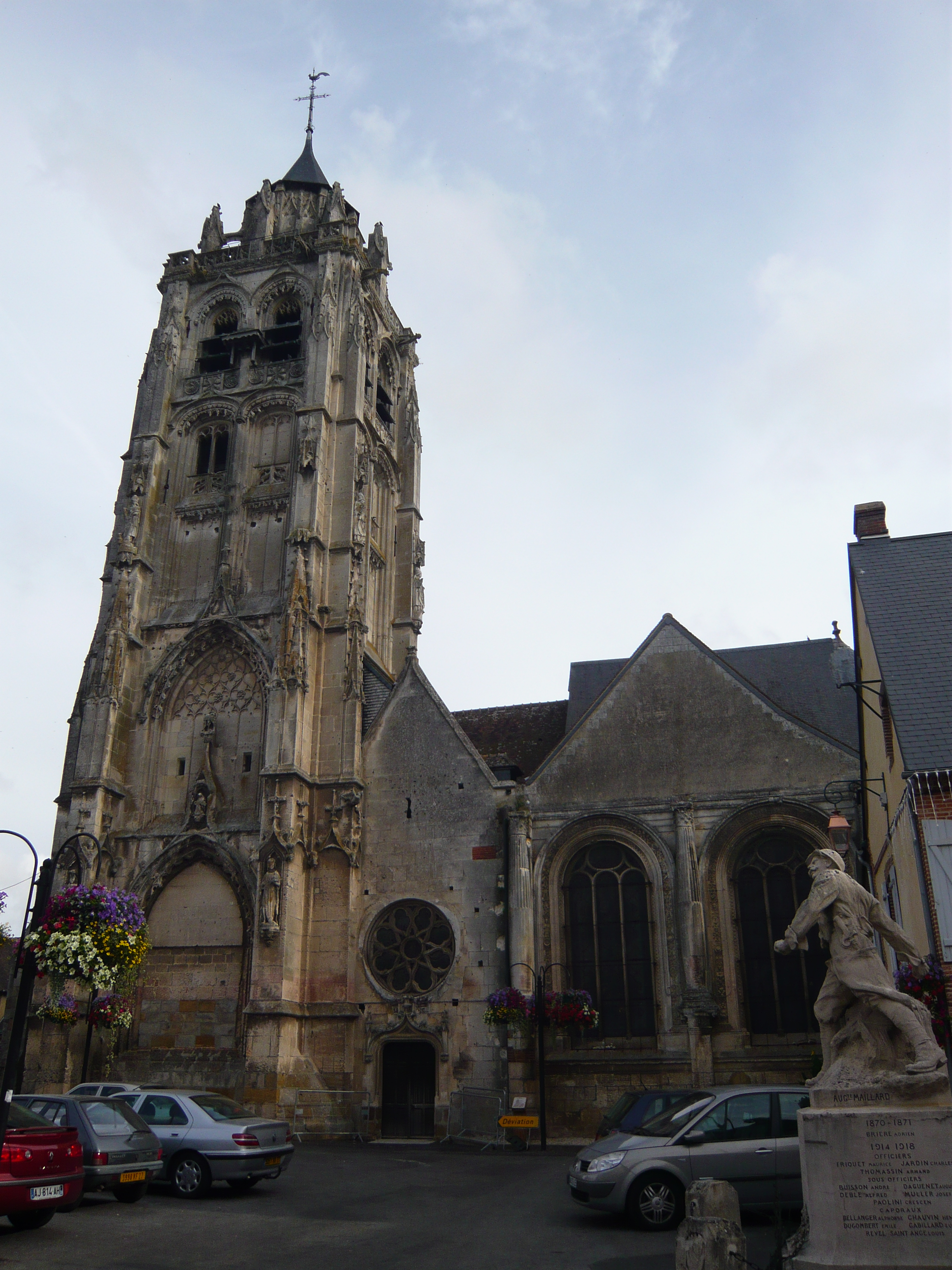
Église Saint-Germain.
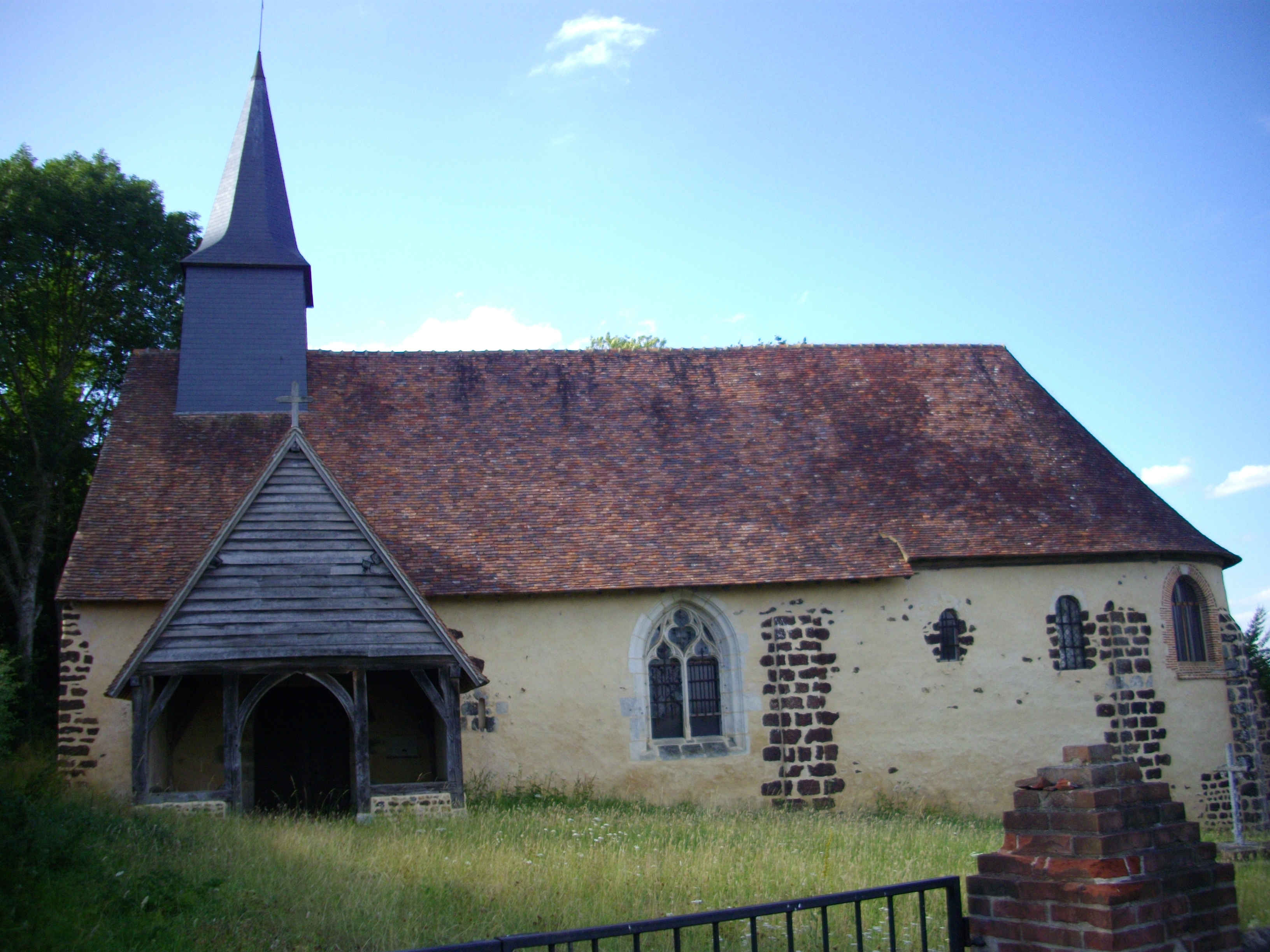
Chapelle Saint-Denis d'Herponcey.
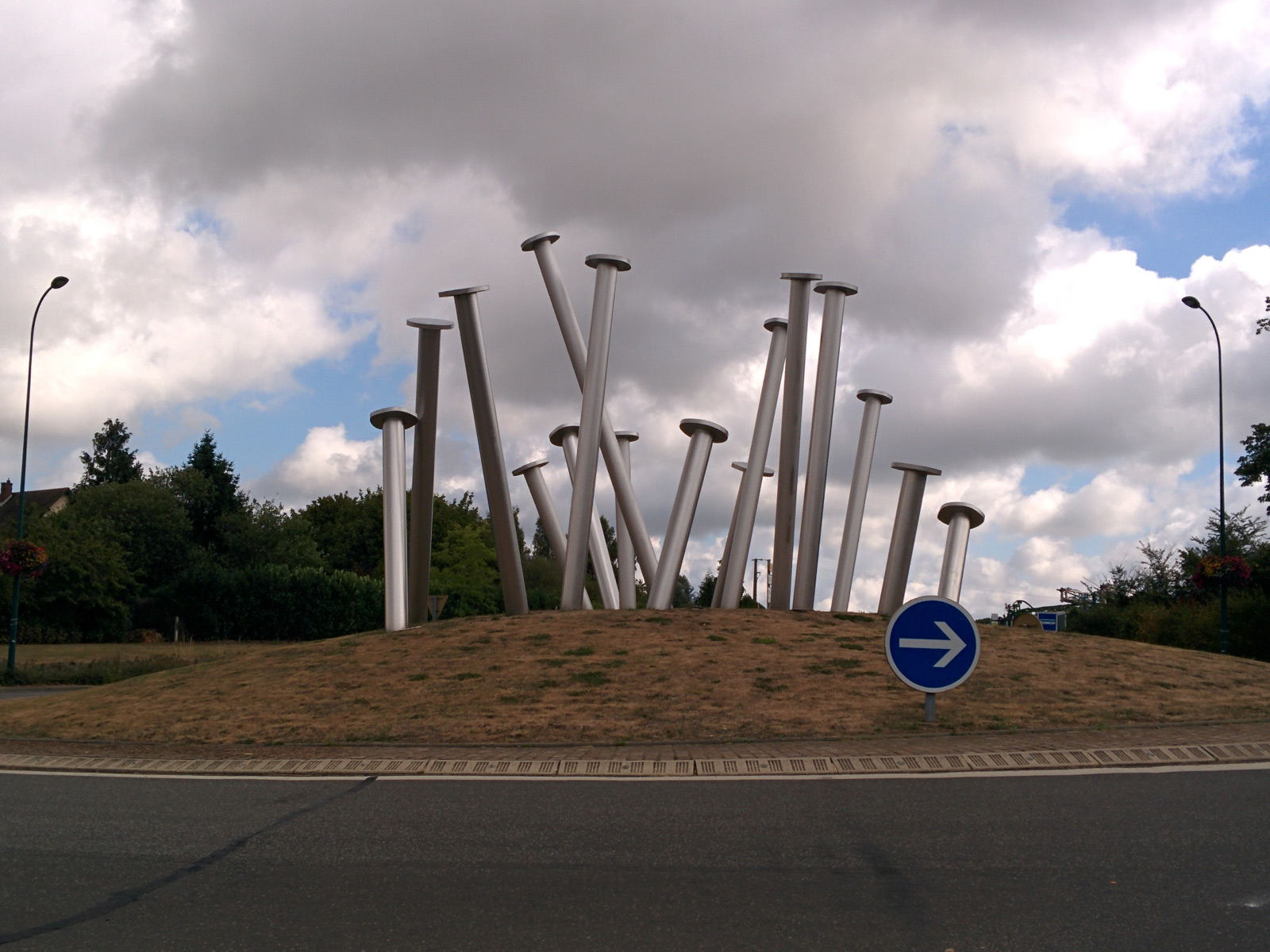
Rond-point des clous.

## Personnalités liées à la commune
- Louis de Coutes († v. 1483), seigneur de Rugles et page de Jeanne d'Arc.
- Denis Le Maréchal[43], né et mort à Rugles (1755-1851), négociant, propriétaire d'une tréfilerie, maire sous la Révolution, député du tiers état, membre du Comité d'aliénation des Domaines (« où il travailla avec zèle »), secrétaire de l'Assemblée en 1791, haut juré de l'Eure. Il siège à la Convention nationale où « il opin[e] avec la droite » lors du procès de Louis XVI et vote pour une mise en sûreté « en attendant la conclusion de la paix entre la France et ses puissants ennemis », puis déporté hors du territoire de la République, il démissionne le 27 septembre 1793, reprend son commerce, dirige une loge maçonnique[44] et devient conseiller général de l'Eure sous l'Empire, entre à la chambre des Députés, à la Chambre introuvable le 22 août 1815, sous la seconde Terreur blanche et quitte la vie politique en 1816.

On lui prête « l'invention » de l'industrie des épingles, des laminoirs et tréfileries du cuivre. Il semble improbable qu'il soit à l'origine du développement de l'industrie de la fabrication d'épingles. Ce serait oublier la fondation de la tréfilerie de Rugles, au Moulin-à-Papier, attribuée à Nicolas Le Forestier ou à son gendre, Baptiste Letellier vers 1640, la réunion des maîtres de Forges à l'hôtel de la Coupe d'Or, le 11 mai 1644, pour s'entendre entre eux avant de soumissionner, le mémoire rédigé par Jean-Rodolphe Perronet en 1740, la visite, pour le compte de Diderot, d'Alexandre Deleyre avant 1755, la prétendue venue d'Adam Smith entre 1764 et 1766, etc.
- Paul-Philémon Fouquet, homme politique né le 18 octobre 1817 à Rugles (Eure) et décédé le 4 avril 1872 à Paris.
- Louis Camille Fouquet, (né le 13 janvier 1841 à Rugles dans l'Eure et décédé le 3 décembre 1912 à Paris) homme politique. Il fut conseiller général du canton de Broglie ainsi que député de 1889 à 1910.
- Henry Bérenger, né le 22 avril 1867 à Rugles (Eure) et mort le 18 mai 1952 à Nice (Var), homme politique, sénateur de la Guadeloupe de 1912 à 1940.
- Gaston Colomès, 1877-1936, adjoint au maire, commandant, conseiller d'arrondissement, chevalier de la Légion d'honneur.
- Daniel Vigneux, né le 19 mars 1912 à Rugles, mort le 28 janvier 1946 à Ban Me Thuot (Vietnam), officier du Régiment de marche du Tchad, Compagnon de la Libération.
- Pierre Lepape (1941-2021), journaliste, critique littéraire et écrivain (essayiste, biographe, nouvelliste) est né à Rugles[48].
- André Treton, Ruglois d'adoption, a joué le rôle de « Lebrac »[49] dans le film La Guerre des boutons en 1961. Né en 1948 et mort le 30 octobre 2015 à l'âge de 67 ans.
- Albert Lecocq, historien de Rugles[50].
- Christophe Kourotchkine, acteur né à Rugles en 1966.
- Paul Chausse, né le 22 janvier 1915 à Chanteloup (Manche), mort le 4 mai 2005 à L'Aigle (Orne), est un officier de marine français qui s'illustre pendant la Seconde Guerre mondiale. Il est fusilier marin, rejoint la France libre et s'engage en juillet 1940 dans les Forces navales françaises libres. Il sert dans les fusiliers marins puis dans les Commandos Kieffer. Il devient officier de la Marine française et compagnon de la Libération[51].